# Whissonsett
Whissonsett – wieś w Anglii, w hrabstwie Norfolk, w dystrykcie Breckland. Leży 35 km na północny zachód od Norwich i 156 km na północny wschód od Londynu. W 2001 miejscowość liczyła 483 mieszkańców.